# Cehu Silvaniei
Cehu Silvaniei (in ungherese Szilágycseh) è una città della Romania di 8 089 abitanti, ubicata nel distretto di Sălaj, nella regione storica della Transilvania. 
Fanno parte dell'area amministrativa anche le località di Horoatu Cehului, Motiş, Nadiş e Ulciug.

## Storia
Il primo documento che attesta la presenza della città risale al 1319 e vi viene citata con il nome di Castrum Cheevar.
Centro prevalentemente agricolo, la città ha conosciuto un forte incremento delle attività industriali attorno al 1970, sotto la spinta del regime comunista, dopo che la riorganizzazione amministrativa del Paese nel 1968 l'aveva portata ad ottenere lo status di città.
Le industrie, in particolare del settore della produzione di mobili e del tessile, hanno conosciuto un periodo di difficoltà dopo la rivoluzione del 1989, la caduta del regime comunista e la loro privatizzazione. Negli ultimi anni sono comunque emersi segnali di una buona ripresa e le industrie ormai divenute tradizionali, anche grazie all'apporto di capitali stranieri, sono tornate a crescere.

## Monumenti e luoghi d'interesse
Tra i principali luoghi d'interesse della città si segnalano:
- Il Tempio protestante riformato, del 1518
- La Fontana di pietra, del XVI secolo
- Il cimitero ebraico

Sul territorio della città esistono inoltre quattro interessanti chiese lignee:
- La chiesa dei SS. Arcangeli (Sfinţii Arhangheli), del XVII secolo
- La chiesa dei SS. Arcangeli (Sfinţii Arhangheli),  del 1738 nella località di Nadiş
- La chiesa dell'Assunzione di Maria (Adormirea Maicii Domnului), del 1781, nella località di Ulciug
- La chiesa dei SS. Arcangeli (Sfinţii Arhangheli), del 1749 nella località di Horoatu Cehului.